# Fontarrabie
Cet article possède un paronyme, voir Fontarabie (homonymie).
Fontarrabie (en français, mais en basque et officiellement: Hondarribia) est une commune de la province du Gipuzkoa dans la communauté autonome du Pays basque en Espagne, située à la frontière française sur la rive gauche de la Bidassoa, face à Hendaye.
Elle est proche d'Irun et forme avec Hendaye et Irun la communauté urbaine transfrontalière Bidasoa-Txingudi. Le territoire de la commune héberge le principal aéroport du Gipuzkoa, à 20 km de Saint-Sébastien.
Baignée au nord par la mer Cantabrique et à l'est par la baie de Txingudi, Fontarrabie, traditionnellement un port de pêche, est actuellement une station touristique appréciée pour ses plages sur l'estuaire et sa montagne plongeant dans la mer, le Jaizkibel.
Ville frontalière fortifiée, elle a subi de nombreuses attaques menées par les armées françaises depuis la fin du Moyen Âge.

## Désignation
Hondarribia est appelée Fuenterrabía en espagnol et  Fontarrabie ou Fontarabie en français.
La forme basque est stable depuis le Moyen Âge. Les formes romanes de ce nom semblent être une latinisation tardive[réf. nécessaire].

### Toponymie
Le nom de la ville est attesté sous diverses formes au cours des siècles : Hundarribia, Ondarribia, Ondarrabia. La plus ancienne mention écrite date du XIIe siècle, tandis que la forme actuelle apparaît pour la première fois dans un document de la fin du XVIIIe siècle.
Actuellement, lorsqu'ils parlent en basque (euskara), les habitants appellent leur ville Honddarbi (prononcer « onyarbi »), qui est une variante de Hondarribia.
Le mot hondarribia signifie « gué de sable », ce qui est parfaitement identifiable par un contemporain bascophone et qui, aux dires des historiens, pourrait avoir une relation avec la configuration géographique de la ville.
Le nom de la ville est mentionné seulement au début du XIIIe siècle dans la lettre de la fondation de la ville rédigée en latin, sous la forme Fontem Rapidum ou Fontem Rapitum. Il évoluera postérieurement en roman vers Fuenterrabía en espagnol et Fontarabie en français, c'est-à-dire « source Rrabya », noms attestés dès le Moyen Âge. La signification du nom castillan n'est pas complètement claire : le premier élément fuente signifie « source », mais le second élément reste obscur. L'hypothèse a été émise que le second élément correspondait à rabbi, indiquant une origine hébraïque de ses habitants. Actuellement[Quand ?], la version la plus répandue parmi les linguistes de l'étymologie du nom romanisé de la ville est une évolution du nom basque Hondarribia dont la signification originelle aurait été oubliée.

### Dénomination officielle
Jusqu'en 1980, le nom officiel de la commune était Fuenterrabía, nom qui est changé cette année-là en Hondarribia par décision du conseil municipal. Depuis 1989, le seul nom officiel de la commune est Hondarribia, qui apparaît sur presque tous les panneaux indicateurs de route et sur les documents officiels, mais aussi sur les documents touristiques et autres. Mais les Espagnols continuent largement à utiliser le nom Fuenterrabía et les Français Fontarabie ou Fontarrabie.

### Gentilé
Les habitants de Fontarrabie sont appelés fuentebirrenses en castillan et hondarribitarrak (hondarribitar à l'indefini, hondarribitarra au singulier) en basque. Toutefois le gentilé d'origine basque hondarribitar est actuellement le plus utilisé, même en espagnol.
Les habitants des environs du port –pas ceux des fermes ni des autres quartiers– sont parfois surnommés bikingoak  (vikings) en basque, vikingos en espagnol, ce qui serait dû au fait qu'il y aurait davantage de personnes blondes à Fontarrabie que dans les environs, accréditant la thèse d'un héritage d'anciennes incursions des Vikings.

## Armoiries
| Blason | Blasonnement : Écartelé : au 1 d'or à l'ange d'azur ailé d'argent, tenant en sa main droite une clef de sable ; au 2 d'argent au lion rampant de gueules ; au 3 d'azur au navire au naturel sur une onde de sinople dans laquelle nage une baleine de sable ; au 4 d'or à une sirène tenant un miroir, adossée à un triton tenant une grenade, l'ensemble au naturel sur une onde de sinople. Sur le tout, un écu d'azur au château d'argent accompagné en chef de deux étoiles d'or.. Commentaires : Ces armoiries, respectant peu les règles héraldiques, sont notamment sculptées sur la Puerta de Santa Maria (1694) avec une orle de douze drapeaux et étendards et divers trophées militaires. |

## Géographie
Les communes limitrophes sont Pasaia, Lezo, Irun et Hendaye.

### Géographie physique

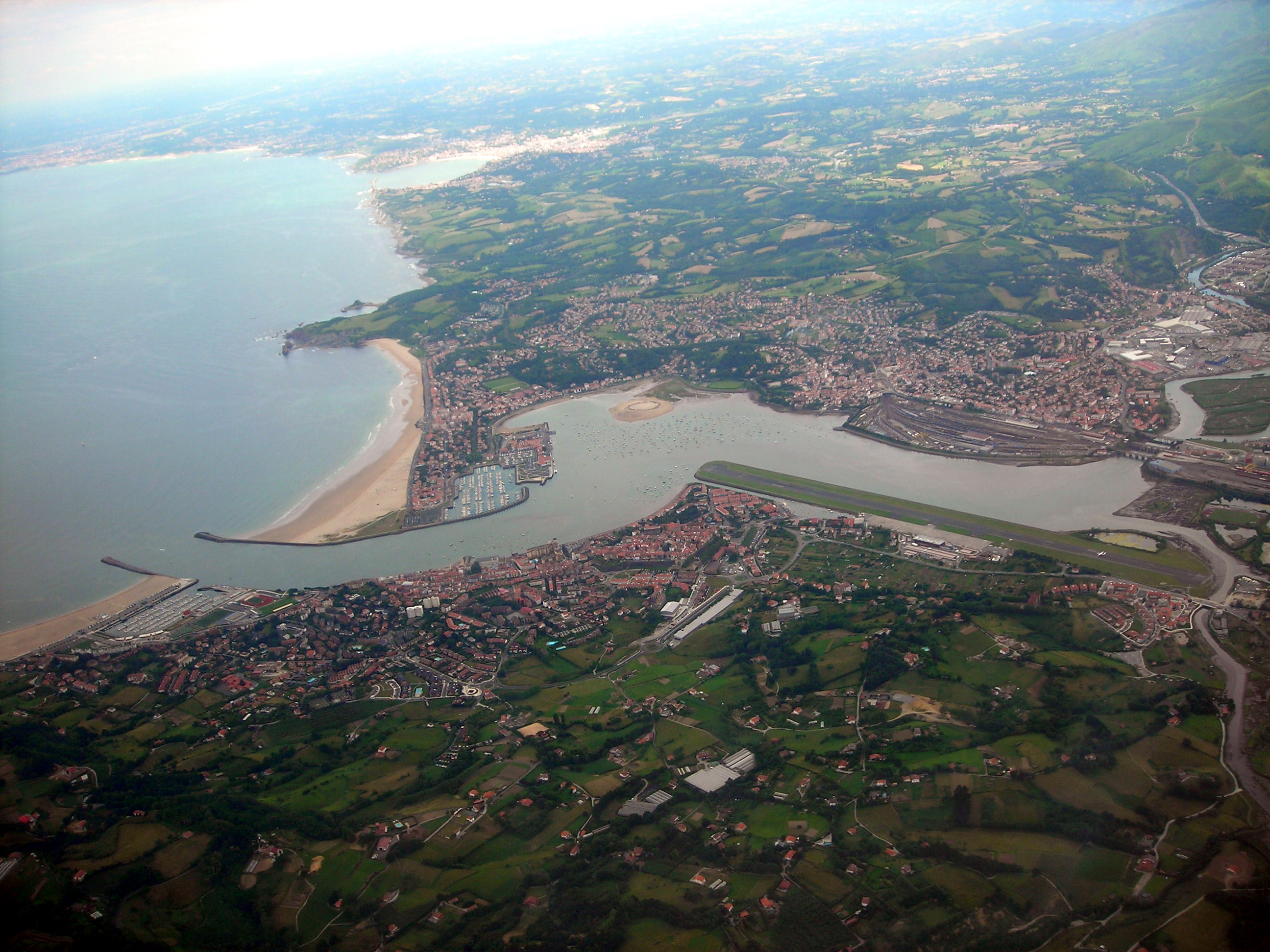
Vue aérienne de Fontarrabie et Hendaye.

Fontarrabie est située sur la rive ouest de la baie de Chingoudy (ou de Txingudi). Cette baie est formée par l'estuaire de la Bidassoa qui prolonge la frontière franco-espagnole déjà marquée par la rivière Bidassoa dans son dernier tronçon. Autour de cette baie sont implantées les localités de Fontarrabie, Irun (pour la partie sud) et la localité basque française d'Hendaye (sur la rive est). Ces trois villes forment ensemble la communauté urbaine transfrontalière de Bidasoa-Txingudi.

### Quartiers

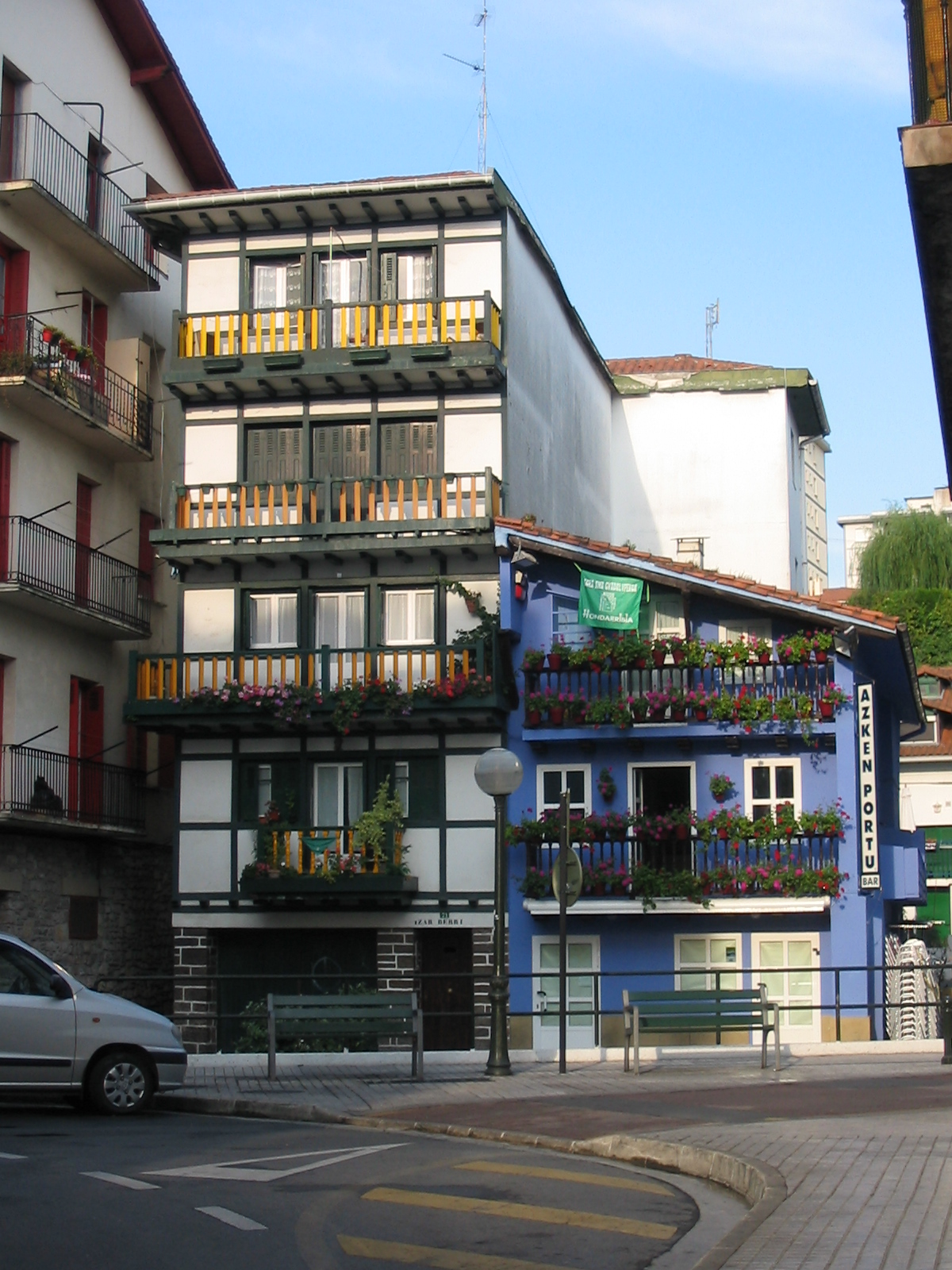
Village de pêcheurs.

Fontarrabie a deux quartiers historiques qui forment la partie la plus ancienne et monumentale de son centre urbain :
- Alde Zaharra ou Vieux Centre qui correspond au centre historique fortifié ; il s'agit d'un ensemble de bâtiments d'un grand intérêt artistique et historique, dans lequel vivent plus de 1 500 personnes ;
- le quartier Portua ou quartier de la Marine ou du Port, qui est l'ancien quartier des pêcheurs situé hors de l'enceinte et qui présente une architecture à caractère populaire avec des maisons traditionnelles de pêcheurs de couleurs vives.

Les autres quartiers de la ville sont :
- Akartegi ;
- Amute-Kosta ;
- Arkolla ;
- Gornutz (Montaña), près du cap de Higuer ;
- Jaitzubia sur les flancs du Jaizkibel (quartier du golf) : on y compte environ 640 habitants ;
- Mendelu ;
- Puntalea ;
- Zimizarga.

### Démographie
| 1900  | 1910  | 1930  | 1940  | 1950  | 1960  | 1970   | 1981   | 1991   |
| ----- | ----- | ----- | ----- | ----- | ----- | ------ | ------ | ------ |
| 4 345 | 5 175 | 6 181 | 5 994 | 7 363 | 8 581 | 10 471 | 11 276 | 13 524 |

| 2000   | 2005   | - | - | - | - | - | - | - |
| ------ | ------ | - | - | - | - | - | - | - |
| 14 946 | 15 955 | - | - | - | - | - | - | - |

La population augmente considérablement lors de la période estivale.

## Économie

### Tourisme
L'économie de Fontarrabie est liée principalement au tourisme.
La plage de Fontarrabie est très vaste. Elle se situe entre les ports de plaisance et de pêche.

### Pêche
L'activité ancienne et traditionnelle de la pêche a beaucoup perdu de son importance.
Fontarrabie est toujours un port de pêche actif, l'un des plus grands du Guipuscoa avec celui de Getaria. Mais ce secteur économique est en décroissance depuis des décennies et le poids de la pêche dans l'économie locale diminue avec le temps. Les emplois liés directement à la mer avoisinent actuellement 5 % des emplois dans la ville, comme c'est aussi le cas dans l'ensemble de l'économie de la région.
Le port de pêche de Fontarrabie est géré par la Confrérie de Mareantes de San Pedro, confrérie de pêcheurs dont l'origine remonte à 1321. Les installations portuaires sont modernes et disposent d'une salle d'adjudications (marché à la criée), de chambres frigorifiques, de balances de pesage, de plates-formes pour la charge de camions, d'une usine de glace, etc.
La commune fait partie de l'Eurocité basque Bayonne - San Sebastian.

## Histoire

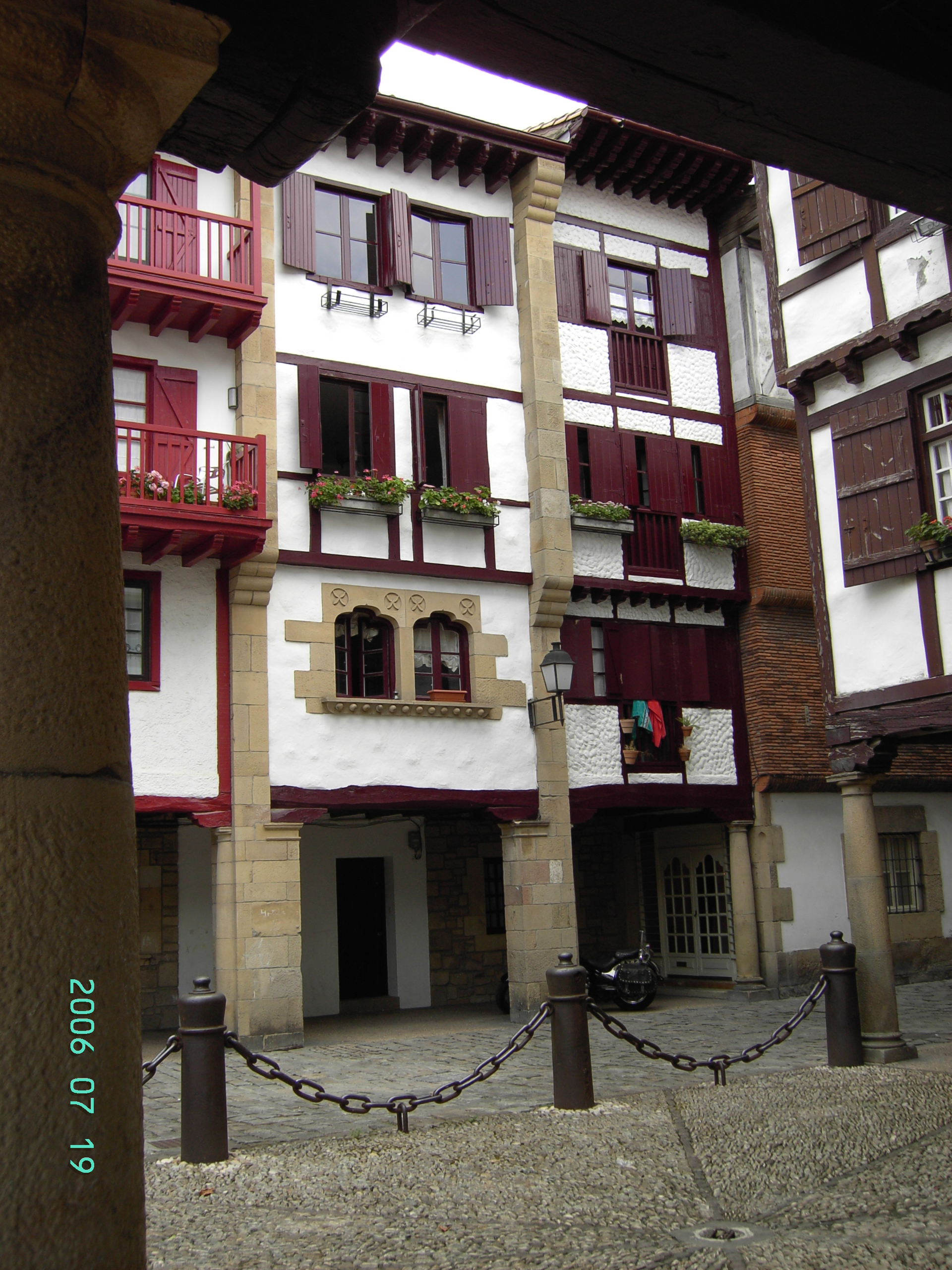
La place du Guipuscoa.

### De l'époque romaine à l'époque contemporaine
Les découvertes archéologiques dans la baie de Fontarrabie montrent qu'un port existait à l'époque romaine.
La ville est citée en 1150 dans la charte de ville accordée à Saint-Sébastien par le roi de Navarre Sanche VI.
En 1203, une nouvelle charte est concédée à Fontarrabie après sa conquête par le roi de Castille Alphonse VIII, avec les coutumes de Saint-Sébastien. Elle est unie à la couronne de Castille en même temps que le Guipuscoa.
Fortifiée en 1200, la ville a subi de nombreuses attaques, en raison de sa position sur la frontière (le fleuve Bidassoa) entre les royaumes de France et de Castille (puis d'Espagne). Les plus connues sont l'occupation franco-navarraise de 1521 à 1524 et le siège par la France en 1638. À la suite de ce dernier, Fontarrabie, déjà honorée du titre de « ville très noble et très loyale » reçoit en plus celui de « ville très loyale et très valeureuse ». Son titre actuel est : « Très noble, très loyale, très valeureuse et toujours très fidèle ».
En 1615, un échange des princesses a lieu sur l'île des Faisans, située sur la Bidassoa, en vue de mariages entre les dynasties française et espagnole : la fille d'Henri IV, Elisabeth vient en Espagne épouser Philippe IV, tandis qu'Anne part en France épouser le roi Louis XIII.
Sur le plan religieux, Fontarrabie fait partie du diocèse de Saint-Sébastien depuis 1949. Auparavant, elle a successivement fait partie des diocèses de Bayonne jusqu'en 1566, de Pampelune (1566-1861) et de Vitoria (1861-1949).

### Liste des attaques de la ville
- En 1280, les troupes du roi de France Philippe III le Hardi, en guerre avec le roi de Castille Alfonse X, tentent en vain de prendre la ville.
- En 1476, le roi de France Louis XI envahit le Guipuscoa et assiège Fontarrabie, opération menée avec l'appui du roi du Portugal Alphonse V, au profit de son épouse Jeanne la Beltraneja, candidate au trône de Castille.
- En 1521, le roi de Navarre Henri II, chassé de Pampelune par Ferdinand d'Aragon en 1512, tente avec le soutien du roi de France François Ier, de reconquérir son royaume. Une armée commandée par Guillaume Gouffier de Bonnivet s'empare de Fontarrabie le 19 octobre, après un siège de douze jours ; la ville reste aux mains des Navarrais jusqu'au 27 février 1524, date de leur reddition.
- En 1638, dans le cadre de la guerre franco-espagnole (1635-1659) collatérale à la guerre de Trente Ans (1618-1648), Fontarrabie subit son siège le plus célèbre. Le prince Henri II de Condé, à la tête d’une armée de douze mille hommes, est chassé par une sortie des sept mille défenseurs de la ville[4]. La fin de ce siège est fêtée chaque année par ses habitants lors de l’Alarde.
- En 1639, la ville est à nouveau assiégée et cette fois prise, l’ingénieur Pierre de Conty d'Argencour participant au siège du côté français.
- En 1719, la ville est prise le 17 juin après un siège d'un mois par les troupes de Louis XV commandées par le maréchal de Berwick[5].
- En 1794, elle est encerclée le 1er août puis prise par les troupes de la Convention commandées par les généraux Bon-Adrien Jeannot de Moncey et Charles Louis Joseph de Gau de Frégeville pendant la guerre des Pyrénées. Les fortifications du côté oriental, face à la France, sont rasées.
- En 1836, pendant la première Guerre carliste, la ville est attaquée le 11 juillet par un corps expéditionnaire britannique (légion des volontaires anglais), commandé par le général George de Lacy Evans, envoyé par le roi Guillaume IV en soutien aux troupes loyalistes d'Isabelle II. L'attaque échoue et les Britanniques se retirent.
- En 1837, la ville est prise le 18 mai par la légion britannique.

## Patrimoine

### Monuments

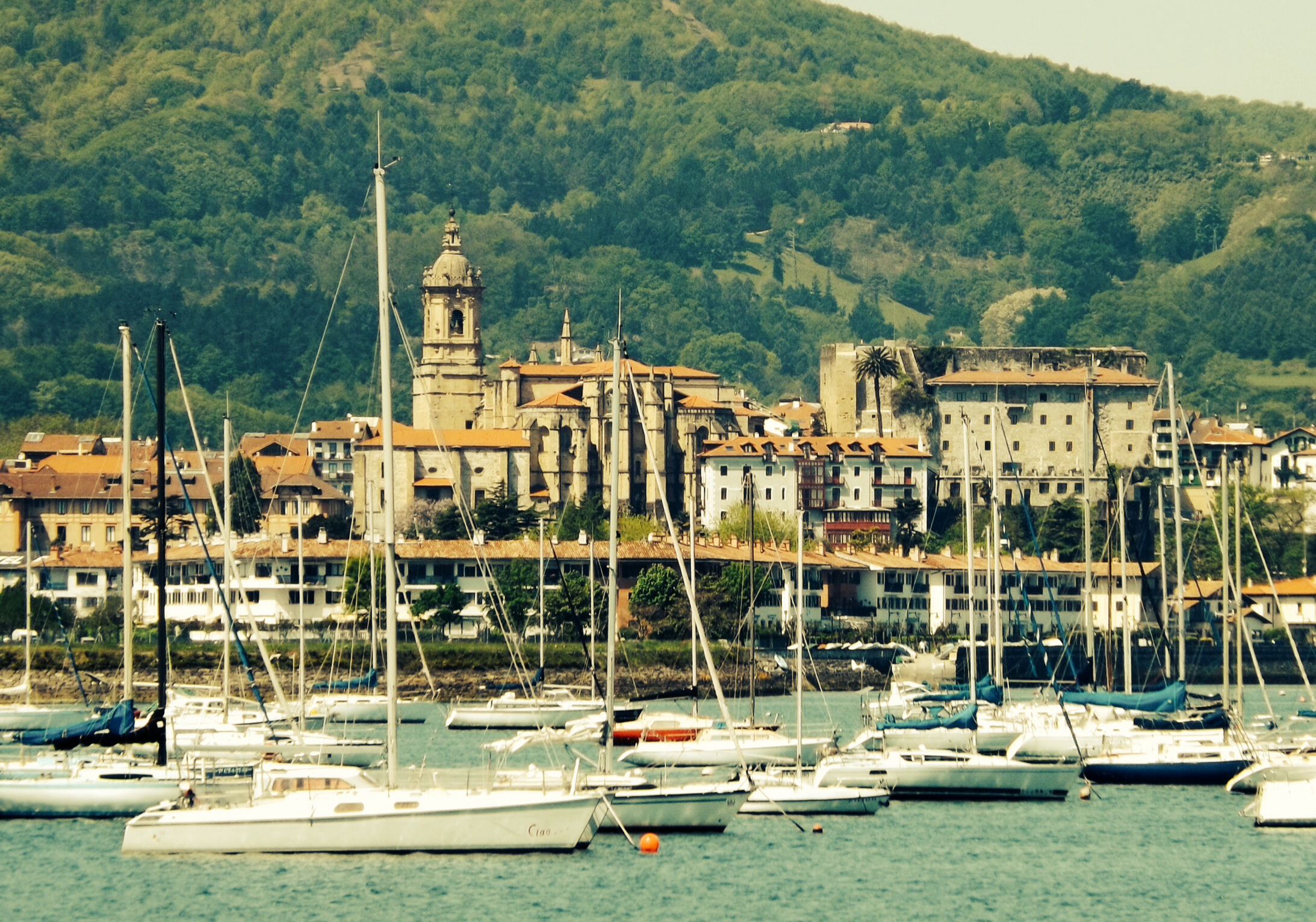
L'église Notre-Dame-de-l'Assomption et le château de Charles Quint.

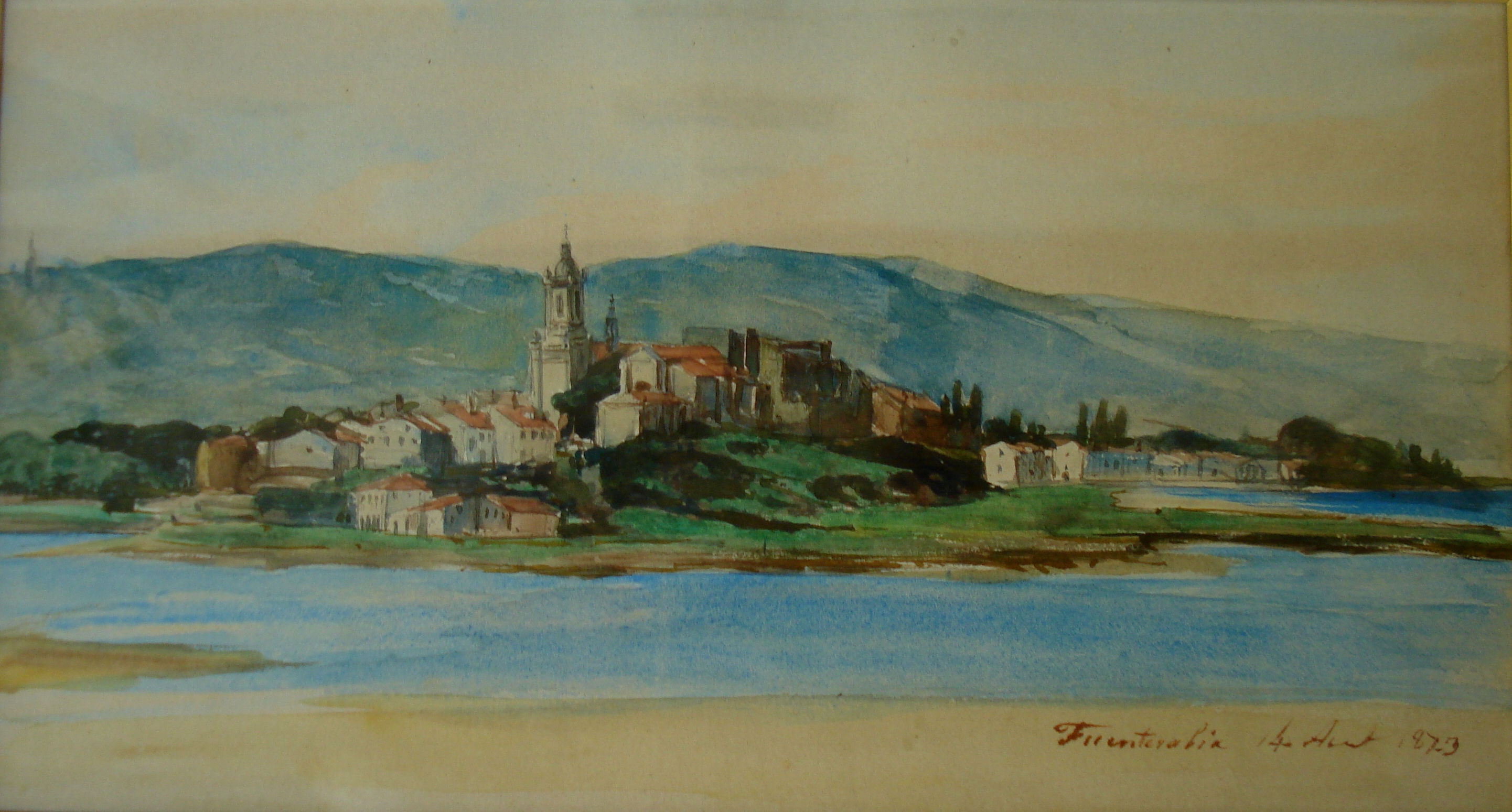
Fontarabie par Armand Dumaresq (1873).

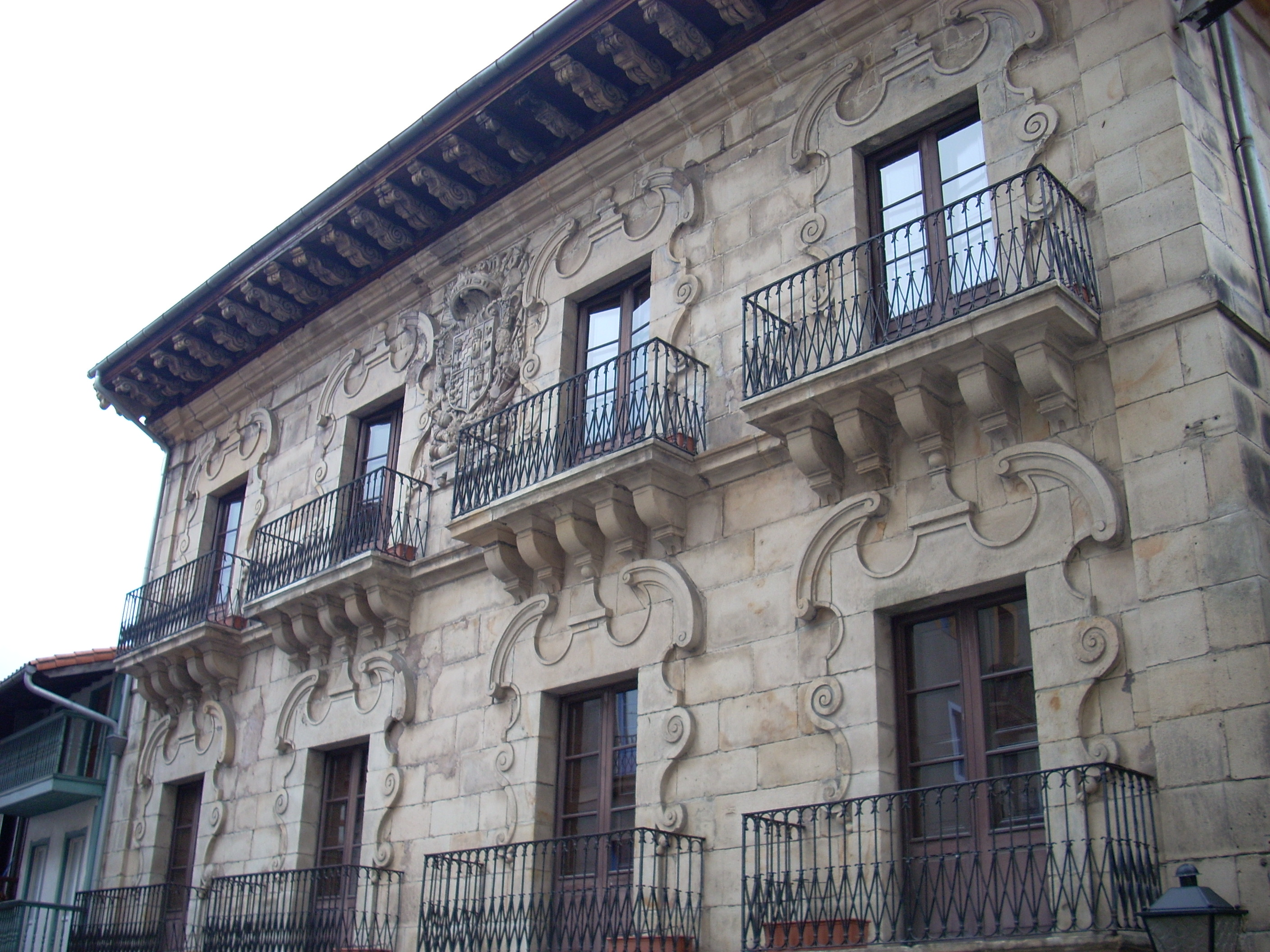
Le Palacio de Zuloaga.

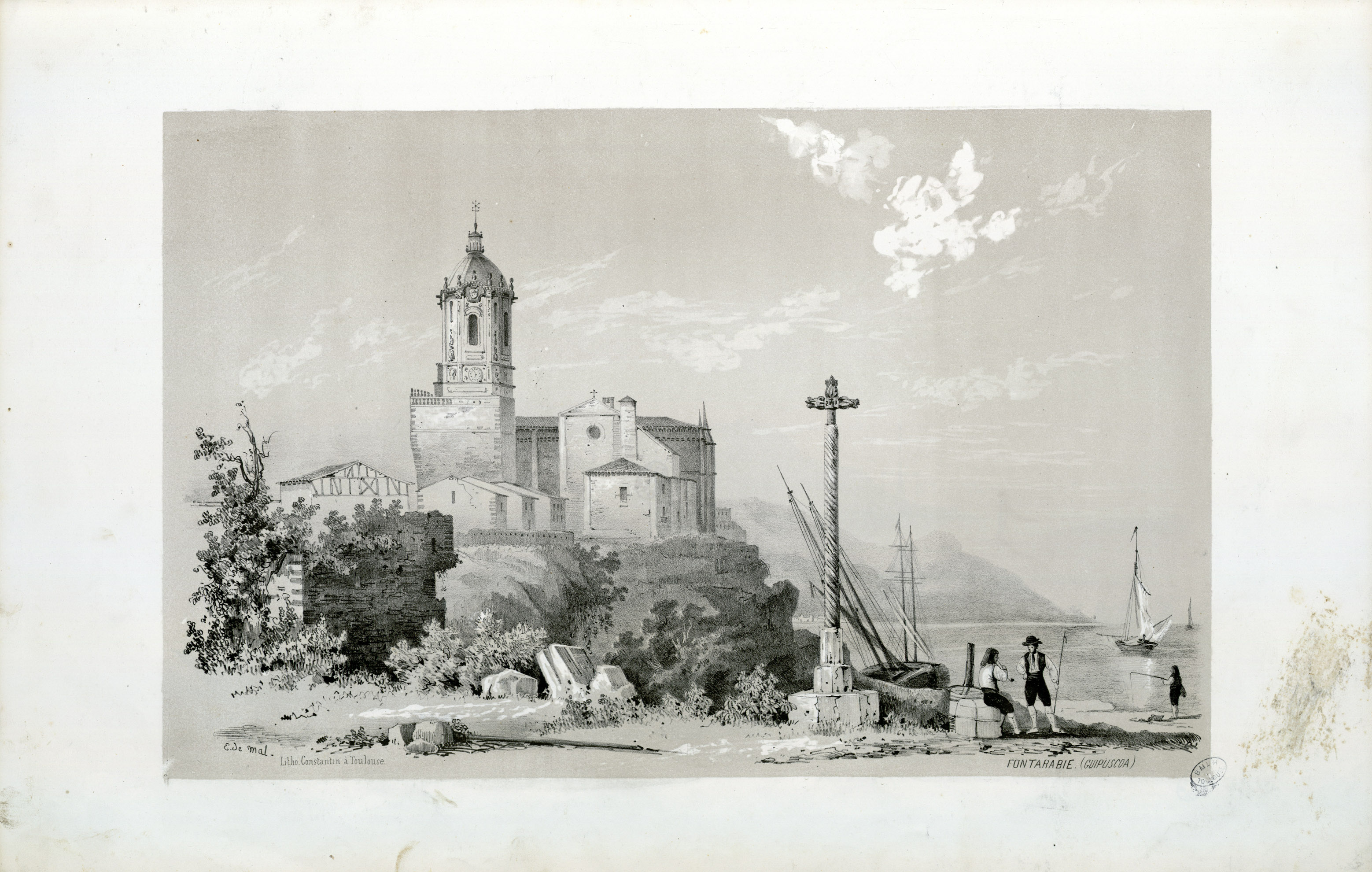
Fontarabie en 1843, par Eugène de Malbos.

Le centre historique de Fontarrabie a été déclaré Conjunto Monumental (monument historique). Il correspond au périmètre de l'enceinte fortifiée historique de la ville. Aujourd'hui, il subsiste encore une partie importante des murailles et des remparts, comme les deux portes d'accès à la place forte. À l'intérieur de la vieille ville, les rues pavées forment un plan rectangulaire dans lequel se trouvent de belles maisons avec balcons en fer forgé. Sur les hauteurs de la vieille ville, se trouve le château de Charles Quint. Il a été restauré a minima et réhabilité pour être transformé en Parador (chaîne d'hôtels de luxe espagnols installés dans des monuments historiques) à l'époque franquiste. La légende veut que son fondateur soit le roi de Navarre Sancho Abasco. Il se situe au bord de la Plaza de Armas et près de l'église Santa Maria de la Asunción (Sainte-Marie de l'Ascension) aussi appelée Nuestra Señora del Manzano (Notre-Dame du Pommier). L'ancienne poudrière qui datait du XVIIe siècle a été récemment réhabilitée ; à l'intérieur se trouve actuellement le centre d'interprétation de la ville fortifiée.

### Festivités et traditions
- Au cours de la Semaine sainte, une procession, dite « procession du Silence », a lieu le Vendredi saint dans les rues de la vieille ville. C'est une des dernières processions de la Semaine Sainte conservées dans la province de Guipuscoa.
- Le 25 juillet, fête de Santiago (saint Jacques le Majeur), ont lieu les festivités de la Kutxa, à l'occasion de la prise de possession par leurs titulaires des charges de la confrérie des Mareantes de San Pedro (confrérie de pêcheurs de Fontarrabie), renouvelées chaque année le 29 juin. Habituellement, une procession part du siège de la confrérie situé dans le quartier de la Marine vers l'église paroissiale Nuestra Señora del Manzano située dans le vieux centre. Un jeune homme préside le défilé, portant sur la tête le coffre (en basque kutxa) où sont conservés les actes de la confrérie.
- Le 15 août ont lieu les festivités du quartier de Jaizubia à l'occasion de l'Assomption de Marie.
- Aux environs du 8 septembre a lieu la fête de la Vierge de Guadalupe : on fête l'Alarde (es), commémorant l'échec du siège de Fontarrabie mené en 1638 par l'armée française du prince Henri II de Bourbon-Condé, père du « Grand Condé ».
- Le 4 octobre ont lieu les festivités du quartier d'Amute à l'occasion de la fête de saint François d'Assise.

### Gastronomie
La tradition veut que le 25 avril (jour de la Saint-Marc), les marraines offrent à leurs filleuls une opila de San Marcos (biscuits).

### Sports
Fontarrabie possède une équipe de traînières (sorte d'aviron de mer très populaire sur toute la côte cantabrique), le Hondarribia Arraun Elkartea avec sa traînière Ama Guadalupekoa. En 2005, Fontarrabie a gagné la prestigieuse Bandera de la Concha.
Elle possède également une équipe de basket féminine, Irun-Hondarribia dans la Liga Feminina.

## Personnalités
- Gabriel José de Zuloaga (?-1764), militaire et administrateur colonial. Fut gouverneur et capitaine général du Venezuela.
- Martín de Ugalde (1921-2004), journaliste, nouvelliste et romancier[6]
- Gabriel Alonso (1923-1996), footballeur (défenseur) qui joua au Celta de Vigo et Real Madrid entre autres équipes.
- Juanito Alonso (1928-1994), footballeur (gardien de but) du Real Madrid durant les années 1950.
- José María Olazábal (né en 1966), joueur professionnel de golf, vainqueur de nombreux trophées, dont le Masters de Augusta ou la Ryder Cup.
- José Manuel Pikabea (né en 1970), footballeur de la Real Sociedad.
- Unai Emery (né en 1971), footballeur et entraîneur
- Elur Alberdi (née en 1977), rameuse d’aviron handisport.
- Joseba Llorente (né en 1979), footballeur de Villarreal CF, footballeur de la Real Sociedad.